# Alessandro Bilotta
Alessandro Bilotta (Roma, 17 agosto 1977) è uno scrittore, sceneggiatore e fumettista italiano.
Tra i suoi lavori, il graphic novel La Dottrina, la serie a fumetti Valter Buio e alcune storie della serie Dylan Dog, per il quale ha creato la saga Il Pianeta dei Morti. È inoltre ideatore e autore delle serie Mercurio Loi, Eternity e Gli uomini della settimana. Ha vinto diversi premi come il Gran Guinigi, il Micheluzzi e il Premio Repubblica XL. Nel 2019, in occasione dei vent'anni di carriera, è stato insignito del Romics d'Oro.

## Biografia
Bilotta è nato e cresciuto nel quartiere romano di Piazza Bologna, dove tuttora vive. Il padre medico e la madre impiegata hanno sostenuto la sua passione per il fumetto fin dalla tenera età, quando già cercava di scrivere e disegnare romanzi e fumetti. Suo nonno, insegnante e poeta, ha avuto un enorme influsso su di lui. I racconti del nonno, le sue storie di guerra e di vita sono stati determinanti per la sua formazione.
Oltre la lettura dei fumetti di supereroi, su di lui ha avuto grande influenza la serie TV di Batman e Robin, così come i cartoni animati giapponesi degli anni Ottanta. Quando nel 1989 vide il Batman di Tim Burton pensò che qualcuno avesse dato vita in carne e ossa a quel personaggio che aveva sempre visto relegato nel mondo della fantasia. Quel film, insieme al Dylan Dog di Tiziano Sclavi, lo fecero appassionare all'idea di realizzare fumetti.
I suoi libri preferiti dell'infanzia erano L'isola del tesoro di Stevenson e i racconti per bambini di Lev Tolstoj, che Bilotta considera il suo primo libro di lettura.
Più tardi, alle scuole superiori, la scoperta dei classici greci e dell'Iliade e dell'Odissea sono stati la sua esperienza più importante come lettore. Bilotta ha studiato in diverse scuola del suo quartiere, alternando scuole pubbliche a scuole cattoliche, che sono all'origine del suo agnosticismo, sempre presente in alcuni suoi lavori, in particolare ne Il Dono Nero, in cui sono presenti il suo liceo San Giovanni Evangelista e la sua parrocchia dell'infanzia Santa Francesca Cabrini.

### Primi lavori e influenze letterarie
Da adolescente, Bilotta ha letto le opere degli autori che hanno avuto maggiore influenza su di lui: Edgar Allan Poe, Richard Yates, Franz Kafka, Louis-Ferdinand Céline, Ernest Hemingway, Mario Vargas Llosa, Enrique Vila-Matas, Italo Calvino, Goffredo Parise, Floyd Gottfredson, Alan Moore, Will Eisner, Hugo Pratt, Tiziano Sclavi e Giancarlo Berardi. A diciassette anni ha frequentato la Scuola Romana dei Fumetti, dove è entrato in contatto con il suo autore di fumetti preferito di allora, Giuseppe Ferrandino, che lo ha influenzato con l'idea di revisionismo che a Ferrandino venne e a sua volta ispirata da Watchmen di Alan Moore e a cui lavorò sul mensile Nero della Granata Press. Nella Scuola Romana Bilotta conobbe anche Stefano Santarelli con cui nel 1997 cominciò a lavorare ad alcune idee per Martin Mystère.

### Fumetti
Bilotta ha cominciato a scrivere fumetti lavorando al soggetto di una storia lunga di Martin Mystère, insieme a Michelangelo La Neve e Stefano Santarelli. La storia uscì diversi anni dopo con il titolo Gli uomini del blues sui numeri 261 e 262. Nel 1999 ha fatto parte del gruppo di cinque autori romani che hanno fondato la casa editrice Montego. Insieme a lui Emiliano Mammucari, Marco Marini, Franco Urru e Mauro Uzzeo. Per i disegni di Emiliano Mammucari pubblica per la Montego due opere: il graphic novel Povero Pinocchio - storia di un bambino di legno, rivisitazione del romanzo di Collodi, e Il Dono Nero, una miniserie di tre numeri su un vampiro romano contemporaneo, che vede Andrea Borgioli ai disegni del terzo numero. Per la Montego Bilotta curò anche la riedizione dell'Altai & Jonson di Sclavi e Cavazzano e creò Le strabilianti vicende di Giulio Maraviglia – inventore, per i disegni di Carmine Di Giandomenico, disegnatore con cui nacque un prolifico sodalizio durato molti anni. Grazie a Giulio Maraviglia, Bilotta cominciò a ricevere i primi importanti riconoscimenti: nel 2001 vinse due categorie del Premio Fumo di China, "miglior nuovo autore di fumetto realistico" e "miglior personaggio".
Già dai primi lavori, Bilotta sviluppò il suo tratto distintivo, quello di ambientare in Italia le proprie storie.
Ancora insieme a Carmine Di Giandomenico, nel 2001 iniziò a lavorare a La Dottrina, graphic novel ambizioso e futurista che venne pubblicato in quattro volumi da Magic Press nel corso di otto anni. L'opera vinse nel 2006 il Premio Micheluzzi come "miglior sceneggiatura per una serie realistica".
In seguito Bilotta e Di Giandomenico hanno collaborato per il mercato francese realizzando il graphic novel Romano per Glénat/Vents d'Ouest e la serie La Lande des Aviateurs per Les Humanoïdes Associés di cui venne realizzato solo il primo numero. Bilotta in Francia ha lavorato anche con Delcourt, creando Daisuke et le Géant, per i disegni di Alberto Pagliaro.
Bilotta ha esordito su Dylan Dog con l'episodio Cuore di zombi, disegnato da Daniele Bigliardo e pubblicato nel 2007 sul Gigante numero 16. L'anno successivo, per il secondo Color Fest ha scritto la storia Il Pianeta dei Morti, che ha dato origine alla serie omonima, incentrata su un Dylan Dog più vecchio di quindici anni rispetto al personaggio classico, che vive in una Londra di qualche anno nel futuro. In questo mondo colpito da un'epidemia di morti che ritornano in vita, chiamati Ritornanti, Dylan Dog è un personaggio oscuro e crepuscolare che vive in preda ai sensi di colpa per non aver trovato il coraggio di sparare al suo eterno amico Groucho, portatore del virus che ha contagiato il mondo. A partire dal 2015 la serie è pubblicata ogni anno sullo Speciale.
Per la Star Comics ha ideato, scritto e curato la serie Valter Buio, lo psicanalista dei fantasmi che aiuta i morti che vagano nel limbo dei rimorsi e dei traumi a raggiungere la pace eterna con sedute di psicoterapia, perché ha il dono di vedere le anime in pena. La serie nel 2010 ha vinto il Premio Romics/Repubblica XL come "Personaggio italiano dell'anno".
Dal gennaio 2011 al gennaio 2015 ha ideato e scritto per Il Giornalino la serie Corsari di classe Y, per i disegni di Oskar. Sono le avventure per ragazzi di Kindred e Camox, corsari dello spazio, in forza alla base satellitare dalla singolare forma di teschio, un'azienda che organizza arrembaggi contro le navi che circolano da quelle parti.
Dopo l'esperienza di Valter Buio, Bilotta comincia a collaborare con regolarità con Bonelli scrivendo l'albo di Dampyr 172, La papessa di Roma, e in particolare con Dylan Dog e la neonata collana Le storie, scrivendo, tra gli altri, Il lato oscuro della luna e Nobody, che nel 2014 gli porta un altro Premio Attilio Micheluzzi e un premio ANAFI, entrambi come “miglior sceneggiatore”.
Sull'albo 28 de Le storie, Bilotta crea il personaggio di Mercurio Loi che due anni dopo, nel maggio 2017, fa il suo esordio in edicola come serie di sedici episodi. Mercurio Loi è un gentiluomo brillante e ironico, un dandy che percorre senza meta precisa le vie della città eterna come un flâneur ante litteram che, con la sua irrefrenabile curiosità, finisce costantemente per essere coinvolto in vicende misteriose, macchinazioni diaboliche, società segrete. La serie, in una sola stagione, si è aggiudicata tutti i premi del settore: U Giancu, Micheluzzi, ANAFI, Boscarato, Gran Guinigi e Romics d’Oro. Un caso unico nella storia del fumetto italiano.
Nell'aprile del 2019, Bilotta ha ricevuto il Romics d'Oro in occasione dei vent'anni di carriera.
Nel 2020, per i disegni di Dario Grillotti, scrive La funzione del mondo, un graphic novel dedicato al matematico Vito Volterra, pubblicato da Feltrinelli in coedizione con CNR Edizioni, le pubblicazioni del Consiglio Nazionale delle Ricerche. Volterra fu uno dei più importanti matematici italiani tra la fine dell’Ottocento e l’inizio del Novecento. Il fumetto vince il Premio Nazionale di Divulgazione Scientifica Giancarlo Dosi nella sezione "Scienze dell’uomo, storiche e letterarie".
Nel 2021 cura la sceneggiatura di Gli uomini della settimana su disegni di Sergio Ponchione, edito da Panini Comics.
Nel 2021 per la DC Bilotta ha scritto Ianus, una storia di Batman ambientata a Roma, inserita nel volume Batman: Il mondo, un'antologia di 14 storie di Batman realizzate da fumettisti internazionali, ognuna delle quali si svolge nei rispettivi paesi d'origine. 
Da ultimo Bilotta ha creato la serie Eternity, pubblicata a partire dal novembre 2022 per l'etichetta Audace di Bonelli. La serie ha cadenza quadrimestrale ed esce in volumi cartonati di grande formato, composti da 72 tavole a colori. Ogni volume è autoconclusivo ma si inserisce in una continuity ben precisa. Le copertine sono disegnate da Sergio Gerasi (che è anche ideatore grafico della serie) e colorate da Adele Matera (che colora tutti gli albi), mentre un team di artisti si alterna ai disegni di albo in albo.  La serie è incentrata su Alceste Santacroce, personaggio dai marcati tratti dandy e decadenti. Di professione cronista mondano del settimanale di gossip L'Infinito, Santacroce si aggira tra i salotti e ambienti vari di una Roma futuribile - ma anche retrò -in cerca del senso dell'esistenza, tra amori, luci al neon, feste in maschera e bizzarri personaggi del jet set.
 Cartoni animati
È stato sceneggiatore e story editor dei lungometraggi animati dei personaggi del franchise Winx Club: Il segreto del regno perduto e Winx Club 3D: Magica avventura, oltre che della quarta stagione delle Winx e di PopPixie.

## Opere

### Editori francesi
- Delcourt:
  - Daisuke et le Géant: “Le trente et unième jour” (disegni di Alberto Pagliaro, 48 pagine, 24 x 32 cm, colore, agosto 2006, ISBN 978-2-7560-0356-6)
- Glénat/Vents d'Ouest:
  - Romano: “Un automne de dix secondes” (disegni di Carmine Di Giandomenico, graphic novel, 48 pagine, 24 x 32 cm, colore, aprile 2006, ISBN 9782749302102)
- Les Humanoïdes Associés:
  - La Lande des Aviateurs: “Ceux qui restent” (disegni di Carmine Di Giandomenico, 48 pagine, 24 x 32 cm, colore, luglio 2006, ISBN 9782731617511)

### Il Giornalino
Corsari di classe Y
- Alessandro Bilotta (testi), Oskar (disegni); #1 "Cento di questi giorni", in Il Giornalino n. 5, Edizioni San Paolo, 30 gennaio 2011.
- Alessandro Bilotta (testi), Oskar (disegni); #2 "La principessa dello spazio", in Il Giornalino n. 6, Edizioni San Paolo, 6 febbraio 2011.
- Alessandro Bilotta (testi), Oskar (disegni); #3 "Quoziente d’intelligenza", in Il Giornalino n. 7, Edizioni San Paolo, 13 febbraio 2011.
- Alessandro Bilotta (testi), Oskar (disegni); #4 "Pianeta vacanze", in Il Giornalino n. 8, Edizioni San Paolo, 20 febbraio 2011.
- Alessandro Bilotta (testi), Oskar (disegni); #5 "La sposa furiosa", in Il Giornalino n. 9, Edizioni San Paolo, 27 febbraio 2011.
- Alessandro Bilotta (testi), Oskar (disegni); #6 "Il Dottor Batticuore", in Il Giornalino n. 17, Edizioni San Paolo, 24 aprile 2011.
- Alessandro Bilotta (testi), Oskar (disegni); #7 "Il Nuovo Egitto", in Il Giornalino n. 43, Edizioni San Paolo, 23 ottobre 2011.
- Alessandro Bilotta (testi), Oskar (disegni); #8 "Corsari di classe Z", in Il Giornalino n. 45, Edizioni San Paolo, 6 novembre 2011.
- Alessandro Bilotta (testi), Oskar (disegni); #9 "La peste a bordo", in Il Giornalino n. 12, Edizioni San Paolo, 18 marzo 2012.
- Alessandro Bilotta (testi), Oskar (disegni); #10 "La cara vecchia classe Y", in Il Giornalino n. 15, Edizioni San Paolo, 8 aprile 2012.
- Alessandro Bilotta (testi), Oskar (disegni); #11 "Il giro del cosmo in otto pagine", in Il Giornalino n. 30, Edizioni San Paolo, 22 luglio 2012.
- Alessandro Bilotta (testi), Oskar (disegni); #12 "Un faticoso San Valentino", in Il Giornalino n. 31, Edizioni San Paolo, 29 luglio 2012.
- Alessandro Bilotta (testi), Oskar (disegni); #13 "Una lunga giornata", in Il Giornalino n. 32, Edizioni San Paolo, 5 agosto 2012.
- Alessandro Bilotta (testi), Oskar (disegni); #14 "Rosetta", in Il Giornalino n. 29, Edizioni San Paolo, 21 luglio 2013.
- Alessandro Bilotta (testi), Oskar (disegni); #15 "Il disco del silenzio", in Il Giornalino n. 31, Edizioni San Paolo, 4 agosto 2013.
- Alessandro Bilotta (testi), Oskar (disegni); #16 "Portafortuna", in Il Giornalino n. 49, Edizioni San Paolo, 15 dicembre 2013.
- Alessandro Bilotta (testi), Oskar (disegni); #17 "Sogno o reality?", in Il Giornalino n. 32, Edizioni San Paolo, 10 agosto 2014.
- Alessandro Bilotta (testi), Oskar (disegni); #18 "Piccoli corsari", in Il Giornalino n. 3, Edizioni San Paolo, 18 gennaio 2015.

### Sergio Bonelli Editore
Dampyr
- Alessandro Bilotta (testi), Andrea Del Campo (disegni); La papessa di Roma, in Dampyr n. 172, luglio 2014.

Dylan Dog
- Alessandro Bilotta (testi), Daniele Bigliardo (disegni); Cuore di Zombie, in Dylan Dog Gigante n. 16, novembre 2007.
- Alessandro Bilotta (testi), Carmine Di Giandomenico (disegni); Il pianeta dei morti, in Dylan Dog Color Fest n. 2, agosto 2008.
- Alessandro Bilotta (testi), Montanari & Grassani (disegni); Oggetti smarriti, in Maxi Dylan Dog n. 12, luglio 2009.
- Alessandro Bilotta (testi), Giovanni Freghieri (disegni); Il cammino della vita, in Dylan Dog n. 281, febbraio 2010.
- Alessandro Bilotta (testi), Luigi Piccatto (disegni); L'alleanza, in Dylan Dog Gigante n. 20, novembre 2011.
- Alessandro Bilotta (testi), Nicola Mari (disegni); L'impostore, in Dylan Dog n. 317, febbraio 2013.
- Alessandro Bilotta (testi), Paolo Martinello (disegni); Addio, Groucho, in Dylan Dog Color Fest n. 10, aprile 2013.
- Alessandro Bilotta (testi), Daniela Vetro (disegni); ll tramonto dei vivi morenti, in Dylan Dog Gigante n. 22, novembre 2013.
- Alessandro Bilotta (testi), Sergio Gerasi (disegni); Il Principe d'inverno, in Almanacco della Paura n. 24, marzo 2014.
- Alessandro Bilotta (testi), Giampiero Casertano (disegni); La casa delle memorie, in Speciale Dylan Dog n. 29, settembre 2015.
- Alessandro Bilotta (testi), Fabrizio De Tommaso (disegni); La macchina umana, in Dylan Dog n. 356, maggio 2016.
- Alessandro Bilotta (testi), Giulio Camagni (disegni); La fine è il mio inizio, in Speciale Dylan Dog n. 30, ottobre 2016.
- Alessandro Bilotta (testi), Sergio Gerasi (disegni); Nemico pubblico n.1, in Speciale Dylan Dog n. 31, settembre 2017.
- Alessandro Bilotta (testi), Giampiero Casertano (disegni); Nel nome del figlio, in Speciale Dylan Dog n. 32, settembre 2018.
- Alessandro Bilotta (testi), Paolo Bacilieri (disegni); Saluti da Undead, in Speciale Dylan Dog n. 33, settembre 2019.
- Alessandro Bilotta (testi), Carlo Ambrosini (disegni); La grande consolazione, in Speciale Dylan Dog n. 34, settembre 2020.
- Alessandro Bilotta (testi), Luca Casalanguida (disegni); Una pessima annata, in Dylan Dog n. 412, dicembre 2020.
- Alessandro Bilotta (testi), Sergio Gerasi (disegni); Una risata vi resusciterà, in Speciale Dylan Dog n. 35, settembre 2021.
- Alessandro Bilotta (testi), Nicola Mari (disegni); Il progetto Hicks, in Speciale Dylan Dog n. 36, settembre 2022.
- Alessandro Bilotta (testi), Sergio Gerasi (disegni); Una storia d’orrore, in Speciale Dylan Dog n. 37, 21 settembre 2023.
- Alessandro Bilotta (testi), Corrado Roi (disegni); Colui che divora le ombre, in Dylan Dog n. 456, 31 agosto 2024.
- Alessandro Bilotta (testi), Sergio Gerasi (disegni); Una storia d’orrore, in Speciale Dylan Dog n. 37, 21 settembre 2023.
- Alessandro Bilotta (testi), Giorgio Pontrelli (disegni); La somiglianza degli opposti, in Speciale Dylan Dog n. 38, 21 settembre 2024.
- Alessandro Bilotta (testi), Sergio Ponchione (disegni); Il contrario e l’opposto, in Dylan Dog: Oldboy n. 456, 12 giugno 2025.

Le Storie
- Alessandro Bilotta (testi), Matteo Mosca (disegni); Il lato oscuro della Luna, in Le storie n. 5, febbraio 2013.
- Alessandro Bilotta (testi), Pietro Vitrano (disegni); Nobody, in Le storie n. 10, luglio 2013.
- Alessandro Bilotta (testi), Matteo Mosca (disegni); Friedrichstrasse, in Le storie n. 16, gennaio 2014.
- Alessandro Bilotta (testi), Matteo Mosca (disegni); Mercurio Loi, in Le storie n. 28, gennaio 2015.
- Alessandro Bilotta (testi), Michele Bertilorenzi (disegni); Ramsey & Ramsey, in Le storie n. 38, novembre 2015.
- Alessandro Bilotta (testi), Pietro Vitrano (disegni); La terra dei vigliacchi, in Le storie n. 42, marzo 2016.

Martin Mystère
- Alessandro Bilotta (testi), Luigi Coppola (disegni); Le pietre di Carnac, in Martin Mystère n. 265, aprile 2004.

#### Mercurio Loi
- Alessandro Bilotta (testi), Matteo Mosca (disegni); Roma dei pazzi, in Mercurio Loi n. 1, maggio 2017.
- Alessandro Bilotta (testi), Giampiero Casertano (disegni); La legge del contrappasso, in Mercurio Loi n. 2, giugno 2017.
- Alessandro Bilotta (testi), Onofrio Catacchio (disegni); Il piccolo palcoscenico, in Mercurio Loi n. 3, luglio 2017.
- Alessandro Bilotta (testi), Sergio Gerasi (disegni); Il cuoco mascherato, in Mercurio Loi n. 4, agosto 2017.
- Alessandro Bilotta (testi), Andrea Borgioli (disegni); L'infelice, in Mercurio Loi n. 5, settembre 2017.
- Alessandro Bilotta (testi), Sergio Ponchione (disegni); A passeggio per Roma, in Mercurio Loi n. 6, ottobre 2017.
- Alessandro Bilotta (testi), Massimiliano Bergamo (disegni); La testa di Pasquino, in Mercurio Loi n. 7, novembre 2017.
- Alessandro Bilotta (testi), Matteo Mosca (disegni); Il colore giallo, in Mercurio Loi n. 8, dicembre 2017.
- Alessandro Bilotta (testi), Andrea Borgioli (disegni); La somiglianza con una scimmia, in Mercurio Loi n. 9, gennaio 2018.
- Alessandro Bilotta (testi), Francesco Cattani (disegni); L'uomo orizzontale, in Mercurio Loi n. 10, marzo 2018.
- Alessandro Bilotta (testi), Sergio Gerasi (disegni); Il circolo degli intelligentissimi, in Mercurio Loi n. 11, maggio 2018.
- Alessandro Bilotta (testi), Onofrio Catacchio (disegni); Una settimana come tante, in Mercurio Loi n. 12, luglio 2018.
- Alessandro Bilotta (testi), Sergio Ponchione (disegni); Tempo di notte, in Mercurio Loi n. 13, settembre 2018.
- Alessandro Bilotta (testi), Massimiliano Bergamo (disegni); Nascondino, in Mercurio Loi n. 14, novembre 2018.
- Alessandro Bilotta (testi), Andrea Borgioli (disegni); Ciao, core, in Mercurio Loi n. 15, gennaio 2019.
- Alessandro Bilotta (testi), Matteo Mosca (disegni); La morte di Mercurio Loi, in Mercurio Loi n. 16, marzo 2019.

### Eternity
- Alessandro Bilotta (testi), Sergio Gerasi (disegni); La morte è un dandy, in Eternity n. 1, 4 novembre 2022.
- Alessandro Bilotta (testi), Matteo Mosca (disegni); Rovine metaforiche visitate dai turisti, in Eternity n. 2, 24 marzo 2023.

- Alessandro Bilotta (testi), Francesco Ripoli (disegni); La vita appesa ai chiodi delle opere immortali, in Eternity n. 3, 21 luglio 2023.
- Alessandro Bilotta (testi), Sergio Gerasi (disegni); L'impazienza dei suicidi anticipa l'inevitabile, in Eternity n. 4, 10 novembre 2023.

- Alessandro Bilotta (testi), Sergio Ponchione (disegni); L'odio come cura di bellezza, in Eternity n. 5, 3 maggio 2024.
- Alessandro Bilotta (testi), Sergio Gerasi (disegni); I giorni non finiscono mai e la vita passa in fretta, in Eternity n. 6, 1 novembre 2024.

- Alessandro Bilotta (testi), Sergio Gerasi (disegni); L'impresa un po' presuntuosa della resurrezione, in Eternity n. 7, 11 luglio 2025.

### Gli uomini della settimana
- Alessandro Bilotta (testi), Sergio Ponchione (disegni); Gli uomini della settimana n. 1, 24 giugno 2021.
- Alessandro Bilotta (testi), Sergio Ponchione (disegni); Gli uomini della settimana n. 2, 28 ottobre 2023.

### Star Comics
Valter Buio
- Alessandro Bilotta (testi), Sergio Gerasi (disegni); I morti, in Valter Buio n. 1, marzo 2010.
- Alessandro Bilotta (testi), Andrea Del Campo (disegni); Un giro di giostra, in Valter Buio n. 2, aprile 2010.
- Alessandro Bilotta (testi), Andrea Rossetto (disegni); Il giorno che verrà, in Valter Buio n. 3, maggio 2010.
- Alessandro Bilotta (testi), Ivan Vitolo (disegni); I nostri debitori, in Valter Buio n. 4, giugno 2010.
- Alessandro Bilotta (testi), Francesco Bonanno (disegni); Buona notte e buona fortuna, in Valter Buio n. 5, luglio 2010.
- Alessandro Bilotta (testi), Sergio Gerasi e Dario Sansone (disegni); Ricordi di un'amnesiaca, in Valter Buio n. 6, agosto 2010.
- Alessandro Bilotta (testi), Francesco Bonanno (disegni); Vita in tempo di guerra, in Valter Buio n. 7, settembre 2010.
- Alessandro Bilotta (testi), Matteo Mosca (disegni); Il signor Buio, in Valter Buio n. 8, ottobre 2010.
- Alessandro Bilotta (testi), Andrea Del Campo (disegni); Elena Fioravanti, in Valter Buio n. 9, novembre 2010.
- Alessandro Bilotta (testi), Ivan Vitolo (disegni); Villa Torlonia, in Valter Buio n. 10, dicembre 2010.
- Alessandro Bilotta (testi), Andrea Rossetto (disegni); Riservami un valzer, in Valter Buio n. 11, gennaio 2011.
- Alessandro Bilotta (testi), Sergio Gerasi (disegni); L'uomo nero, in Valter Buio n. 12, febbraio 2011.

## Premi e riconoscimenti
- 2001 - Premio Fumo di China - "miglior nuovo autore di fumetto realistico"[1]
- 2001 - Premio Fumo di China - "miglior personaggio per Giulio Maraviglia”[1]
- 2001 - Premio Fumo di China - "miglior casa editrice per Montego”
- 2001 - Premio Fumo di China - "miglior classico per ristampa di Altai & Jonson”
- 2006 - Premio Attilio Micheluzzi - "miglior sceneggiatura per una serie realistica - La Dottrina”
- 2010 - Premio Carlo Boscarato - “miglior sceneggiatore italiano per Valter Buio”[19]
- 2010 - Fullcomics Gran Premio Autori ed Editori - "miglior fumetto seriale - Valter Buio”[20]
- 2010 - Premio Repubblica XL - “personaggio italiano dell’anno - Valter Buio”[1]
- 2014 - Premio ANAFI - "miglior sceneggiatore”[21]
- 2014 - Premio Attilio Micheluzzi - "miglior sceneggiatore”
- 2017 - Premio U Giancu - "miglior sceneggiatore”[22]
- 2018 - Premio Attilio Micheluzzi - "miglior sceneggiatore”[23]
- 2018 - Premio Attilio Micheluzzi - "Mercurio Loi miglior serie dal tratto realistico”[23]
- 2018 - Premio ANAFI - "miglior sceneggiatore”[24]
- 2018 - Premio Carlo Boscarato - “miglior sceneggiatore italiano per Mercurio Loi”[25]
- 2018 - Premio Gran Guinigi - "miglior serie Mercurio Loi”[26]
- 2019 - Romics d'Oro[27]
- 2019 - Premio Attilio Micheluzzi - "Mercurio Loi migliore serie italiana”[28]
- 2019 - Premio Barone di Munchausen[29]
- 2021 - Premio Nazionale di Divulgazione Scientifica Giancarlo Dosi[30]
- 2023 - Premio Attilio Micheluzzi - "Miglior serie italiana” per Eternity[31]
- 2023 - Premio Lorenzo Bartoli alla carriera[32]
- 2023 - Premio Coco Speciale MegaNerd – "Rivelazione dell’anno - Eternity"[33]
- 2023 - Premio Gran Guinigi - "miglior fumetto seriale" a Eternity[34]